# Pernovo
Pernovo je naselje v Občini Žalec.